# 希萌創意
希萌創意，又稱希萌、Simon，2014年12月成立，為台灣的一間角色設計、行銷和產權管理公司。公司名稱的起源為創辦人楊家宇的英文名「Simon」改變而來，楊家宇身兼董事長、創意總監。旗下所設計的角色大多都在台灣發展，目前也積極和日本社群網站進行合作推廣。

## 創辦人簡介
楊家宇從大安高工汽車科畢業後，至屏東科技大學就讀。在屏東科技大學就學期間，楊家宇參加了校內學生社團「溫羿漫研社」，並擔任社長。如同台灣很多年輕人受到日本次文化的影響，在製作的許多作品中皆有散發出這種感覺。在大學二年級時，台灣微軟的Microsoft Silverlight虛擬形象人物藍澤光登場，在當時以「屬於台灣自己的虛擬形象人物終於出現了」而掀起一陣話題，楊家宇認為虛擬偶像是個不錯的發展方向：「虛擬偶像是完美偶像：一來沒有人為風險，不老、不變胖、又沒有緋聞；二來好控制；三來成本低。一個波多野結衣權利金（新台幣）45萬（元），可以打造出兩個圖像完整的虛擬偶像。」楊家宇曾擔任劍湖山世界第一屆「痛漫祭」幕僚人員。
楊家宇以屏東縣為中心，逐漸地在台灣各縣市建立虛擬角色。後來在和高雄捷運公司的商業化合作「高捷少女」取得成功之後，一躍成為了全國知名的團隊，楊家宇於2014年12月和團隊成員們一同成立了希萌創意。楊家宇在希萌創意身兼角色設計和創意總監，負責監督整體業務，進行與合作夥伴的溝通和版權管理。2016年楊家宇大學畢業後，活動核心轉移至希萌創意繼續營運。

## 活動

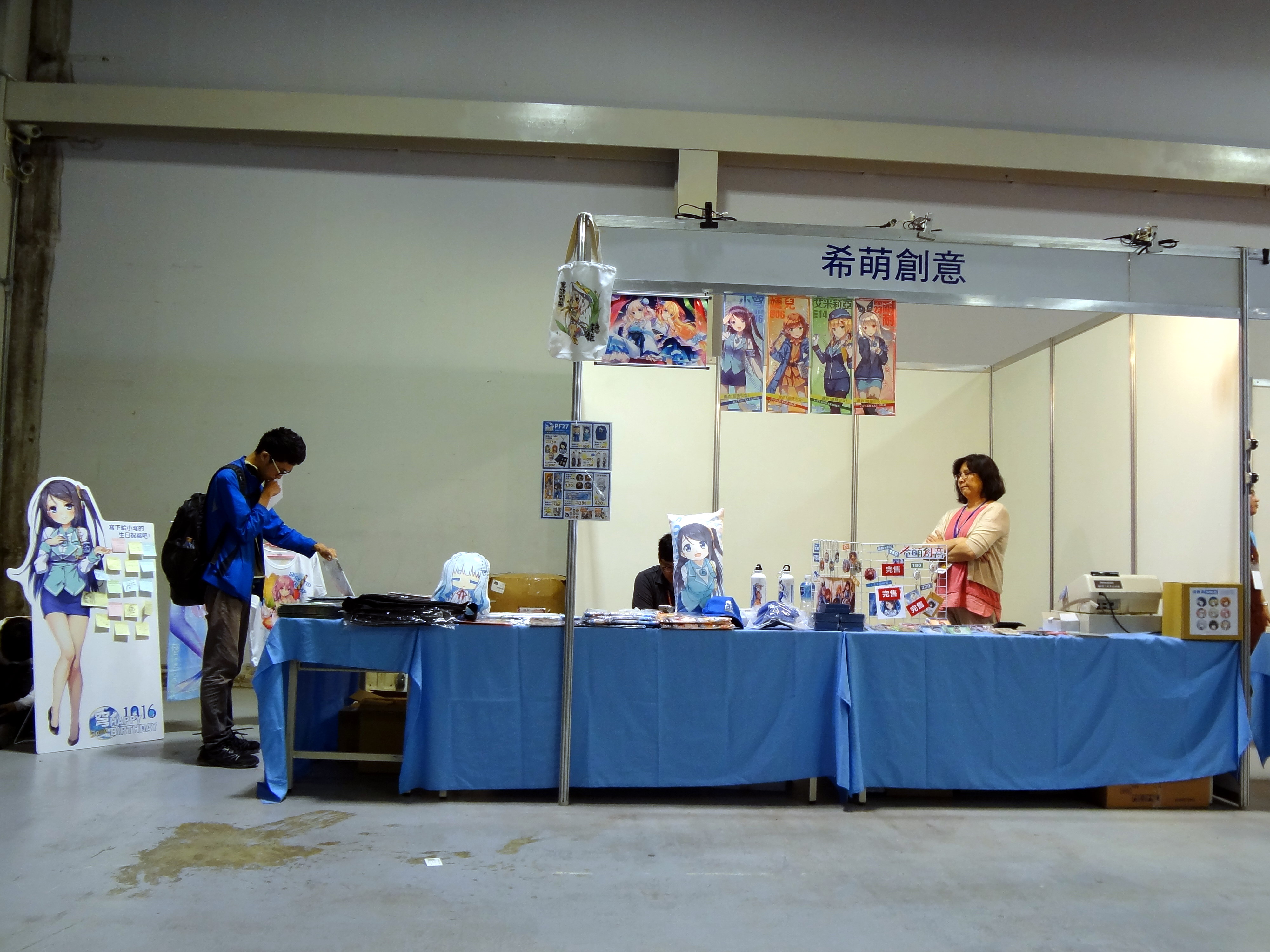
第8屆台灣原創嘉年華與第5屆開拓模型祭，希萌創意攤位（2017年）

除了在網際網路上進行自家角色的推廣之外，希萌創意也在台灣開拓動漫祭系列活動中進行設攤和商品銷售。另外，陸陸續續的在2015年8月於國立台北大學以「ACG文化對一個學生的影響與改變」、2016年4月30日於日本北海道大學國際媒體研究所舉辦的「第5回CATS 觀光創造研究會」中以「創作者招募・支持在地文化・觀光業・創業 ～以台灣的高雄和屏東為例～」為題進行主題演講。2016年底前往日本首次參加Comic Market。現在有常設攤位於台北市與東京都。所屬的繪師有時會依據公開的角色設定，於Pixiv的個人頁面中發表相關的創作。第三方合作的混音公司、聲優、輕小說作家、影像和遊戲製作商也會參照這些設定去製作相關周邊。
國外設攤參加
- 2016年12月： Comic Market 91於東京國際展示場（東京都）[8]
- 2017年4月： 魔都同人祭 Comicup20（上海）[9]
- 2017年9月： Comic Tresure 30（日语：こみっくトレジャー）於Intex大阪（日语：大阪国際見本市会場）（大阪市）[10]
- 2017年10月： 動漫祭 in 埼玉 2017（日语：アニメ・マンガまつり in 埼玉）於大宮Sonic City（日语：大宮ソニックシティ）（埼玉市）[11]
- 2017年11月： C3 AFA Singapore17（新加坡）[12]
- 2017年12月： Comic Marcket 93於東京國際展示場（東京都）[13]
- 2018年8月： Comic Marcket 94於東京國際展示場（東京都）[14]
- 2018年10月： 動漫祭 in 埼玉2018於大宮Sonic Ctiy（埼玉市）[15]
- 2018年12月： Comic Marcket 95於東京國際展示場（東京都）[16]

常設攤位
- 安利美特 台北總店[17]、台中店[18]。
- 藝豐漫畫便利屋 高雄、台南、嘉義店[19]。
- AKIBA-HOBBY 秋葉原門市（2018年1月起）[20]。

### 二次創作的授權
由於旗下眾多角色與公股企業及政府單位有密切合作，希萌創意嚴格禁止商業、政治、宗教用途或違背公共秩序和道德的行為，但是允許個人一般的二次創作。

## 作品一覽

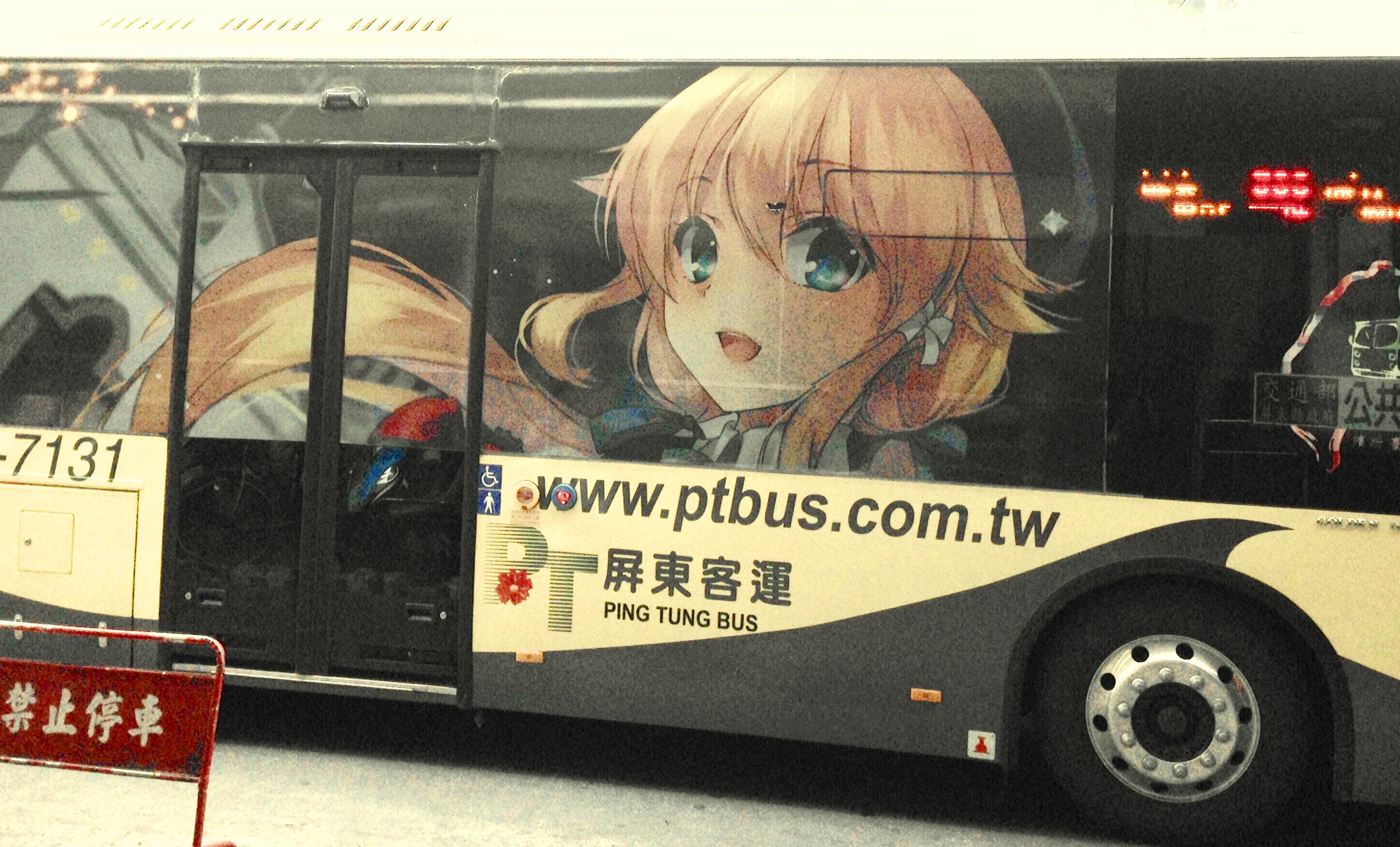
『迷路小瑪』在宣傳期間於屏東客運上的痛車廣告(2015年底)

魔法少女小帕(2015年-)

| 時期                 | 專案名稱         | 主要角色                                                   | 合作對象                                                     |
| -------------------- | ---------------- | ---------------------------------------------------------- | ------------------------------------------------------------ |
| 屏科大溫羿漫研社時期 |                  |                                                            |                                                              |
| 2013年6月            | 空氣少女注意報   | 艾兒（Air）                                                | 行政院環境保護署、教育部、科技部、國立屏東科技大學車輛工程系 |
| 2013年11月           | 迷路小瑪在萬金   | 東方三博士瑪姬（Magi）                                     | 屏東縣政府觀光傳播處                                         |
| 2014年4月            | 初夏的東港之櫻   | 絢櫻（Shrimp）                                             | 屏東縣政府建設局觀光科（東港黑鮪魚文化觀光季）               |
| 2014年11月           | 前進吧!!高捷少女 | 小穹、艾米莉亞、婕兒、NANA、小祈、飛兒、安琪、 小夕        | 高雄捷運公司                                                 |
| 希萌創意成立之後     |                  |                                                            |                                                              |
| 2015年5月            | 魔法少女iPass    | 小帕、小P                                                  | 一卡通公司                                                   |
| 2016年1月            | 高捷少年         | SKY、佩希多、李聃                                          | 高雄捷運公司                                                 |
| 2016年6月            | 東津萌米-穗姬    | 秧苗、結穂、白米                                           | 台灣區稻作協會（屏東縣）                                     |
| 2018年2月            | 食用系少女       | 小圓、小光、小滷、龍兒、果果、叭噗、腐子、蚵蚵、小紅、小清 |                                                              |

### 空氣少女
為宣導永續精神與停等區怠速熄火的正確觀念，以空氣萌擬人化後創造出的虛擬角色「空氣少女-艾兒」。
- 艾兒(Air)

身高：142公分／體重：0.0000531公斤／生日：4月19日

### 迷路小瑪在萬金
迷路小瑪為屏東縣萬金聖誕季活動的虛擬代言人。靈感汲取自《聖經》中東方3位賢者在天使的告知與伯利恆之星引導下找到在馬槽誕生的耶穌故事，因賢者又被稱為「MAGI」，因而創造出「迷路小瑪」。
- 小瑪/瑪姬(Magi)

身高：148公分／體重：39公斤／生日：12月8日

### 初夏的東港之櫻
為了推廣屏東縣東港鎮觀光，也能讓民眾夠多了解海洋生態與櫻花蝦的珍貴，而創造出來的虛擬角色。以「櫻花蝦、黑鮪魚、油魚子」合稱東港三寶。
- 絢櫻

身高：156公分(本體3.5公分)／體重：42公斤(本體10公克)／生日：2月21日

### 高捷少女
本作為團隊作品的關注度以及團隊人氣蔓延到全國各地和海外的代表作，且為創立公司永續經營下去的契機，年銷售額達到了一千萬新台幣。對於高雄捷運營運本體的貢獻、以及軌道計畫的開發，讓高雄捷運公司在2016年時營運盈餘首次達到黑字。為團隊投入最多的多媒體企劃。2018年底起，推出高捷少女第二期角色。

### 高捷少年
高雄捷運的男性代言人。

### 魔法少女iPASS
以高雄市為中心，台灣南部地區最為普及的儲值車票兼電子錢包的「一卡通」，以對抗油電雙漲和物價通膨的魔法少女為形象創造出的人物。
- 小帕

身高：157公分／體重：47公斤／生日：5月1日
是個隨處可見的女高中生，個性上比菜市場的婆婆媽媽更精打細算。背景設定則是與一卡通事務所的超級經紀人--喵星人「小P」簽約，而成為魔法少女。

### 東津萌米 穗姬
擬人化的品種為「高雄 145」，是高雄區農業改良場於西元1997年以良質米「高雄139號」為母本與「日本絹光米」為父本，經過雜交配種選育在西元2000年誕生的品種。為了能將台灣動漫與農業的好讓更多人知道，與神農獎得主、以物農為業的林清源先生合作，推出在東港地區栽種的「東津萌米」與其角色作為推廣。
- 穗姬

身高：18公分/100公分/0.6公分／體重：6.5公斤/40公克/0.026公克／生日：1月10日
依成長過程有三種型態：秧苗、稻穗、白米；長成白米後又會因為培養階段的差異，而有更多型態的變化。

### 食用系少女
為希萌創意於2018年推出的台灣小吃擬人計劃，於西洋情人節（2月14日）當日正式亮相。計畫中將發表六位台灣小吃擬人化角色，並將分階段公布其角色設定和背景。如同希萌的其他計劃，發布了針對角色相關二次創作的簡易規範，可以在非商業營利的狀況下進行二創相關的行為（如編曲、Cosplay、繪圖、模型創作等），但實體周邊僅可以販售同人本。此外於第五位角色設定公開的隔天，正式宣布遊戲製作的消息
。在5月12號遊戲試玩版開放下載後公開了第六位角色。之後又陸續公開了四位新角色。

## 相關事件

### 高捷少女Station.2 專輯事件
- 為刺激前一部專輯銷量，負責錄製此專輯的艾耳音樂於3月釋出消息，表示將在專輯訂購至一定數量之後將有可能籌備進行其餘兩位角色的歌曲[42]，且最快將於秋季開始錄製[43]。並於隔年2017年2月公布婕兒的角色歌[44]。
- 2017年7月，因雙方合作契約已經到期，仍在進行後續合約談判，仍暫時並沒有對外公布後續歌曲的消息。
- 合約到期後，專輯仍可於KKBOX與Spotify收聽，而專輯封面已移除高捷少女的部分，也改為Station.1。
- 2018年1月，粉絲於官方粉絲俱樂部詢問結果，艾耳音樂將與希萌創意繼續談權利金部份，也已經準備好最終合約，將與希萌創意繼續討論[45]。
- 2018年1月22日，艾耳音樂表示一切順利，將於近期公佈電子專輯與PV，並於特定時間開放下載。[46]。
- 2018年1月27日，艾耳音樂正式公佈「高捷少女角色形象歌曲 Station.2」，收錄婕兒形象歌曲《Recharge!》、耐耐形象歌曲《約定，別說再見》[47]。，並開放專輯免費下載至同年4月30日[48]。

## 外部連結
- 希萌創意行銷股份有限公司（繁體中文）
- SimonCreativeTW(希萌創意)的X（前Twitter）（日語）
- YouTube上的希萌創意行銷股份有限公司頻道
- 希萌創意的Instagram帳戶